# Generación del 27

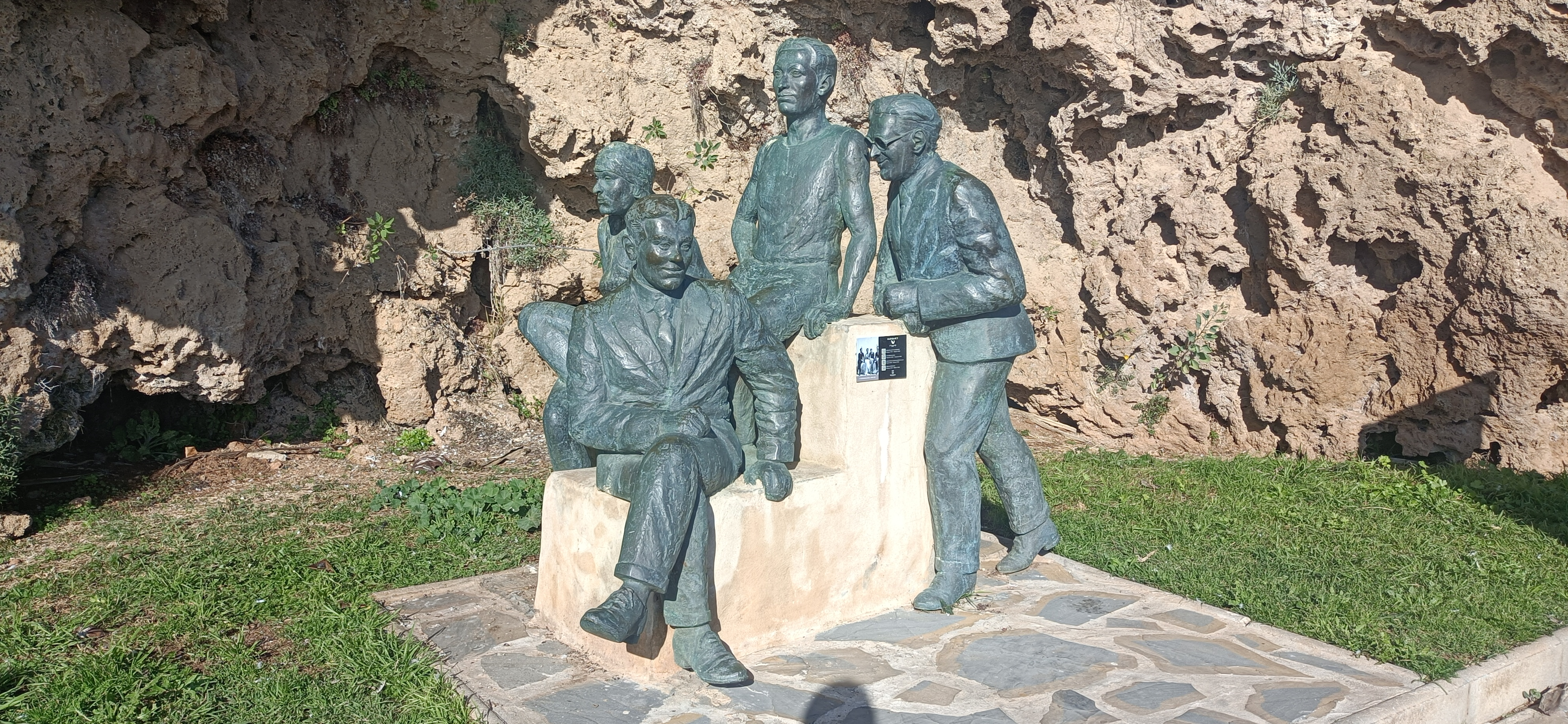
Escultura en Torremolinos con algunos autores de la generación del 27

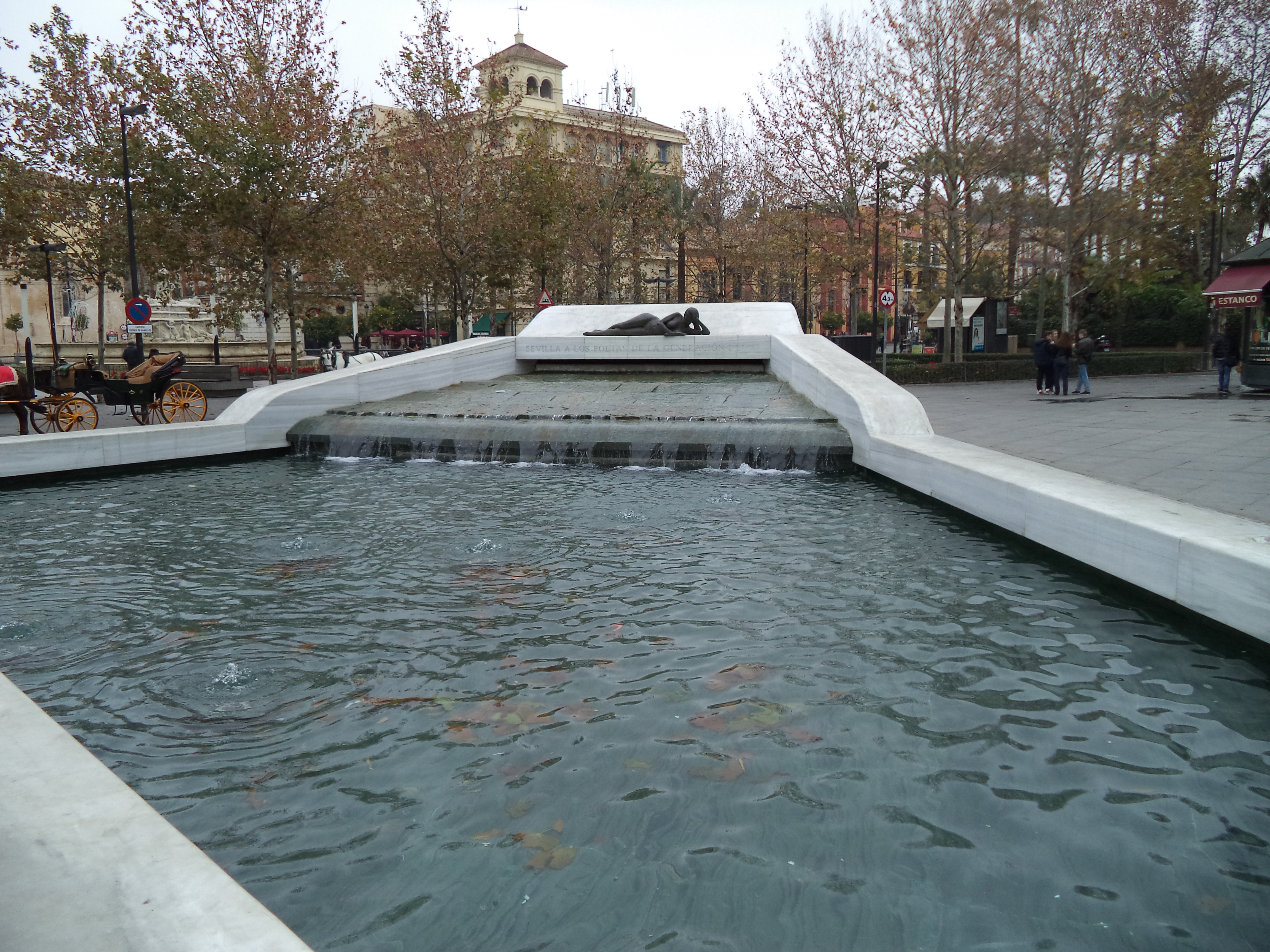
Fuente en Sevilla dedicada a los poetas de la generación del 27.

Se denomina generación del 27 a un conjunto de escritores y poetas españoles del siglo xx que se dio a conocer en el panorama cultural alrededor de 1927, con motivo del homenaje a Luis de Góngora organizado aquel año por José María Romero Martínez en el Ateneo de Sevilla para conmemorar el tercer centenario de la muerte del autor del Siglo de Oro, y como relevo de la generación del 98 y el novecentismo.

## Sobre el concepto de «generación»
El concepto y la denominación de grupo generacional fue ya puesto en duda por uno de sus miembros, Pedro Salinas, con el argumento de que los integrantes del mismo no cumplen los criterios que Julius Peterson dio al concepto historiográfico de «generación»:
- Nacimiento en años poco distantes.
- Formación intelectual semejante.
- Relaciones personales.
- Participación en actos colectivos propios.
- Existencia de un «acontecimiento generacional» que aglutine sus voluntades.
- Pre de un «guía».
- Rasgos comunes de estilo («lenguaje generacional»).
- Anquilosamiento de la generación anterior.

Es cierto que el nacimiento de la mayoría se sitúa en un lapso que no rebasa los 17 años, pero no todos los autores nacidos entonces se han considerado miembros del grupo. Coinciden los elegidos en una sólida formación universitaria y en la consideración de Juan Ramón Jiménez como poeta de referencia. Se pone en duda, asimismo la existencia de un «lenguaje generacional», ya que, si bien todos ejercieron estéticas de la vanguardia artística, no renunciaron a la tradición literaria culta del Siglo de Oro o la popular, y evolucionando desde el neopopularismo al surrealismo.[cita requerida]
Aunque se podría considerar «acontecimiento generacional» el acto de reivindicación en el Ateneo de Sevilla de la segunda época de Luis de Góngora, la llamada culterana, rechazada por la crítica literaria oficial, no se levantaron con firmeza contra generaciones anteriores, ni estas se hallaban en un estado de anquilosamiento; muy por el contrario constituyen una generación «cumulativa» que asume los logros de las anteriores, y todas estas generaciones del 98, del 14 y del 27, las que forman la llamada Edad de Plata de la literatura española, reaccionaban en el fondo contra una sola: la decimonónica, identificada con la falsía del turnismo de partidos y de la Restauración monárquica, contra las que se levantó también el krausismo, la Institución Libre de Enseñanza y el regeneracionismo, corrientes de las que se sienten herederos. En cuanto a si existieron relaciones personales entre ellos, las hubo, incluso de profunda amistad al menos entre los que residieron en la misma zona y frecuentaron lugares como la Residencia de Estudiantes, donde entraron en contacto con las vanguardias artísticas y científicas, y el Centro de Estudios Históricos, donde asimilaron las tradiciones culturales hispánicas, así como en las redacciones de revistas como La Gaceta Literaria, Cruz y Raya, Revista de Occidente, Litoral, Verso y Prosa,  Caballo Verde para la Poesía y Octubre entre otras, lo cual les hace tener una conciencia colectiva unida por experiencias comunes y propias definidas al cabo por la positiva de la República y las negativas de la Guerra Civil y los exilios exterior e interior.
En consecuencia, la crítica afirma que se trata de un «grupo generacional», una «constelación» o «promoción» de autores, pese a lo cual ha terminado admitiéndose la designación de generación del 27, pese a existir otras propuestas como: «generación Guillén-Lorca»; «generación de 1925» (media aritmética de la fecha de publicación del primer libro de cada autor); «generación de las vanguardias»; «generación de la amistad»; «generación de la dictadura»; «generación de la República», etc.

## Antecedentes de la generación del 27
Al grupo literario anterior, que sucedió a los modernistas y a la Generación del 98, se le caracterizaba por su clara orientación europeísta y su concepción del arte como un área separada de lo social y lo político; se lo denominó novecentismo o Generación del 14. Y todos esos grupos anteriores vinieron a coincidir temporalmente con los movimientos artísticos llamados Vanguardias que se desarrollaron en Europa desde 1909 y que rompen tanto con la temática como con las técnicas expresivas del romanticismo y realismo y sus sucesoras, las estéticas postrománticas. Los vanguardistas se sienten atraídos por los adelantos tecnológicos y sus posibilidades, dando lugar a la corriente del futurismo, otros exploran la realidad llevándola a su descomposición, como los cubistas; otros sustituyen la realidad por el mundo onírico, como los surrealistas… Esta coincidencia temporal, y las características del movimiento vanguardista, hizo que los integrantes del grupo novecentista, vean en ellos la apuesta por un arte producto de un acto lúdico y libre, fruto de la capacidad intelectual y expresiva del artista, que tanto les atrae.
Los rasgos fundamentales de este movimiento literario son dos: la expresión de lo subjetivo, por lo que se caracterizan por el uso de la metáfora; y la precisión conceptual, que pone de manifiesto la sólida formación intelectual de los integrantes de este conjunto. Dados sus rasgos fundamentales, no puede extrañar que los géneros literarios más representativos de estos literatos sean la lírica y el ensayo, que se divulga fundamentalmente a través de periódicos y revistas especializadas (un ejemplo lo constituye la revista sevillana Grecia —fundada por Isaac del Vando-Villar y Adriano del Valle, que funcionó entre 1918-1920—, que en 1919 recibe las colaboraciones de los poetas ultraístas.). A pesar de ello hay algún que otro representante de la novela dentro del novecentismo,  que opta por el subjetivismo y la renovación iniciada por la Generación del 98, manipulando las situaciones para poder expresar su opinión sobre los más diversos temas.

## Historia
En esta situación de continua renovación social y política, empiezan a aparecer jóvenes escritores, poetas en su mayoría, con características propias difíciles de encuadrar en los grupos existentes, pero que se van uniendo en algunos lugares clave: entran en contacto con la tradición literaria española a través del Centro de Estudios Históricos y con las vanguardias artísticas y culturales a través de las actividades de la Residencia de Estudiantes.
Asimismo, asisten a las redacciones de algunas publicaciones comunes como la Revista de Occidente dirigida por José Ortega y Gasset o La Gaceta Literaria (dirigida por Ernesto Giménez Caballero), pero también en otras más como:
- Litoral, Málaga, 1926, impresa por Manuel Altolaguirre y Emilio Prados, en una instalación singular, la Imprenta Sur, en que coincidían sus inquietudes;

- Verso y Prosa, que viene del Suplemento Literario del diario murciano La Verdad -1923 a 1925-, que mantenían el redactor José Ballester Nicolás y Juan Guerrero Ruiz;

- Murcia, 1927, dirigida por Juan Guerrero Ruiz y Jorge Guillén;

- Mediodía (Sevilla);

- Meseta (de Valladolid);

- Cruz y Raya, dirigida por José Bergamín, (Madrid, 1933);

- Carmen, creada por Gerardo Diego en Santander en el año 1927, que tenía un suplemento festivo llamado Lola;

- Octubre, revista dirigida por Rafael Alberti;

- Caballo Verde para la poesía (Madrid, 1935), dirigida por Pablo Neruda.[1][5]

Pese a todo, este grupo se caracteriza porque cada uno de sus miembros posee una personalidad tan acusada que es capaz de transformar las influencias o lecciones de cualquier modelo en propia sustancia personalizada totalmente diferente a la de los demás integrantes del mismo. Por ello no se puede hablar ni de comunidad de estilo ni de escuela entre ellos. Por eso hay muchos autores que prefieren referirse a ellos como "grupo del 27".

## Miembros de la generación del 27

### Poetas del 27
| Fotografía | Nombre                                        | Fecha     | Obras notables                   |
| ---------- | --------------------------------------------- | --------- | -------------------------------- |
|            | Pedro Salinas                                 | 1891-1951 | La voz a ti debida               |
|            | Adriano del Valle                             | 1895-1957 | Sonetos a Italia                 |
|            | Manuel Altolaguirre                           | 1905-1959 | Escarmiento                      |
|            | Juan José Domenchina                          | 1898-1959 | Las Interrogaciones del Silencio |
|            | Federico García Lorca                         | 1898-1936 | Romancero Gitano                 |
|            | Emilio Prados                                 | 1899-1962 | Seis Estancias                   |
|            | Luis Cernuda                                  | 1902-1963 | La realidad y el deseo           |
|            | Jorge Guillén                                 | 1893-1984 |                                  |
|            | Vicente Aleixandre                            | 1898-1984 |                                  |
|            | Gerardo Diego                                 | 1896-1987 |                                  |
|            | Dámaso Alonso                                 | 1898-1990 |                                  |
|            | Rafael Alberti                                | 1902-1999 | Marinero en tierra               |
|            | Pedro García Cabrera                          | 1905-1981 |                                  |
|            | León Felipe - Parcialmente incluido           | 1884-1968 |                                  |
|            | José Moreno Villa - Parcialmente incluido     | 1887-1955 |                                  |
|            | Fernando Villalón - Parcialmente incluido     | 1881-1930 |                                  |
|            | Max Aub - Parcialmente incluido               | 1903-1972 |                                  |
|            | Joaquín Romero Murube - Parcialmente incluido | 1904-1969 |                                  |
|            | Miguel Hernández - Parcialmente incluido      | 1910-1942 |                                  |

Este grupo es tan cerrado y estrecho que el crítico José-Carlos Mainer se burló adjetivándolos como "generación SL" (sociedad limitada) para insistir precisamente en la inmovilidad canónica de este grupo de poetas.

### Mujeres de la Generación del 27
Se debería tener en cuenta a las olvidadas de esta generación. La mayoría de ellas formaron parte del Lyceum Club Femenino, y realmente fueron las impulsoras de la generación del 27, sin embargo, la Historia las ha relegado a ser conocidas como Las Sinsombrero.
| Fotografía | Nombre                   | Área artística |
| ---------- | ------------------------ | -------------- |
|            | María Zambrano           | Escritura      |
|            | Concha Méndez-Cuesta     | Escritura      |
|            | María Teresa León        | Escritura      |
|            | Ernestina de Champourcín | Escritura      |
|            | Rosa Chacel              | Escritura      |
|            | Josefina de la Torre     | Escritura      |
|            | Luisa Carnés             | Escritura      |
|            | Rosario de Velasco       | Pintura        |
|            | Marga Gil Roësset        | Pintura        |
|            | Margarita Manso          | Pintura        |
|            | Delhy Tejero             | Pintura        |
|            | Maruja Mallo             | Pintura        |
|            | Remedios Varo            | Pintura        |
|            | Ángeles Santos           | Pintura        |

### Otros artistas de la Generación del 27
Por otra parte, hay que incluir también a otros artistas cuya trayectoria es más o menos afín o muy relacionada con la de los autores del 27, aunque por diversas circunstancias no estaban tan unidos al grupo: Juan Larrea, Mauricio Bacarisse, Juan José Domenchina, José María Hinojosa, José Bergamín (que más bien pertenece al Novecentismo o Generación del 14), Alejandro Casona o Juan Gil-Albert.
También podemos tener presente a la llamada, por parte de uno de sus integrantes (José López Rubio), como ‘’Otra generación del 27’’, que está formada por los humoristas discípulos del vanguardista Ramón Gómez de la Serna, entre los que podemos destacar: Enrique Jardiel Poncela, Edgar Neville, Miguel Mihura y Antonio de Lara, «Tono»,  que se convirtieron tras la contienda nacional en integrantes de la redacción de La Codorniz.
Pero además hay que tener en cuenta que no toda la producción literaria del 27 está escrita en castellano; hubo autores que perteneciendo a esta generación escribieron en otros idiomas, como Óscar Domínguez, en francés, o en inglés como Felipe Alfau, y algunos escritores y artistas extranjeros que fueron importantes en este movimiento, como Pablo Neruda, Vicente Huidobro, Jorge Luis Borges o Francis Picabia.
Por todas esas razones no tiene mucha consistencia la idea de considerar la Generación del 27 como un fenómeno estrictamente madrileño. De hecho se puede ver la existencia de otros núcleos creativos que se encontraban dispersos por todo el territorio nacional, aunque con una estrecha relación entre ellos. Así, los principales núcleos se localizaron en Sevilla (en torno a la revista Mediodía), Canarias (en torno a la Gaceta de Arte)  en Málaga (en torno a la revista Litoral) y en Murcia ( en torno a la revista Verso y Prosa ); sin que esto suponga que no hubiera también una importante actividad en Cantabria, Galicia, Cataluña y Valladolid.

### La Generación del 27 en otras manifestaciones artísticas

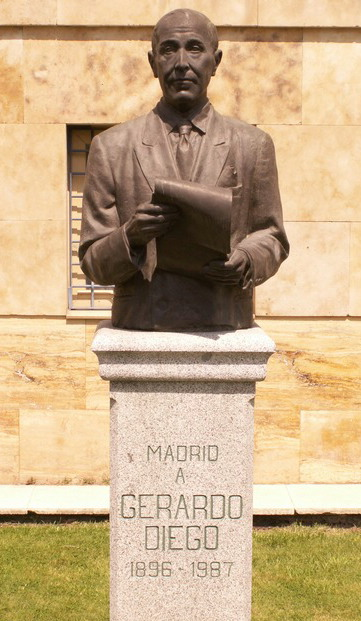
Monumento a Gerardo Diego, en la calle Pío Baroja, delante de la Casa de Cantabria, Madrid.

Tampoco se puede perder de vista que algunos miembros del grupo se centraron en actividades artísticas diferentes de las estrictamente literarias, como:
Cine y animación
- Luis Buñuel
- K-Hito

Pintura y escultura
- Remedios Varo
- Salvador Dalí
- Ángeles Santos Torroella
- Benjamín Palencia
- Gregorio Prieto
- Manuel Ángeles Ortiz
- Ramón Gaya
- Gabriel García Maroto

o Rodolfo Halffter  y Jesús Bal y Gay, compositores y el último también musicólogo, los cuales pertenecieron al llamado Grupo de los Ocho, nombre con el que se suele denominar en música el correlato de la literaria Generación del 27 y estaba integrado por: el mentado Bal y Gay, los Halffter, que eran Ernesto y Rodolfo, Juan José Mantecón, Julián Bautista, Fernando Remacha, Rosa García Ascot, Salvador Bacarisse  y Gustavo Pittaluga, no pudiendo dejar de nombrar a músicos más o menos marginales como Gustavo Durán.
En Cataluña está el llamado grupo catalán, que hizo su presentación en 1931 bajo el nombre de Grupo de Artistas Catalanes Independientes integrado por Roberto Gerhard, Baltasar Samper, Manuel Blancafort, Ricardo Lamote de Grignon, Eduardo Toldrá  y Federico Mompou.
En otros ámbitos, como la arquitectura, cabe mencionar la llamada Generación del 25 de arquitectos. Aunque algunos autores han propuesto llamarla también generación del 27, para unirla a esta, se trata de dos grupos con claras diferencias entre sí. Según uno de los estudios más completos sobre estos arquitectos hasta la fecha (Carlos Arniches y Martín Domínguez, arquitectos de la Generación del 25. Madrid: Mairea), formaban parte de ella Fernando García Mercadal, Juan de Zavala, Manuel Sánchez Arcas, Luis Lacasa, Rafael Bergamín (hermano del ensayista y poeta José Bergamín), Luis Blanco Soler, Miguel de los Santos, Agustín Aguirre, Casto Fernández Shaw, Eduardo Figueroa, Carlos Arniches Moltó y Martín Domínguez Esteban. Según dicho estudio Teodoro de Anasagasti es uno de los maestros de esa generación, clave para entender la esencia del grupo y lo que lo hace distinto, y Luis Gutiérrez Soto, más joven que el resto, no cumple los valores que dicha generación se impuso. Otros, como José de Aspiroz, José Borobio, Manuel Muñoz Casayús, Fernando Salvador, Vicente Eced, Bernardo Giner de los Ríos o Raimundo Durán Reynals son considerados periféricos.

## Las corrientes del 27
En realidad, la llamada generación del 27 fue un grupo poco homogéneo; habitualmente se les ha ordenado por parejas o en tríos. Así, por ejemplo
- Los poetas del neopopularismo o neopopularistas: Rafael Alberti y Federico García Lorca, dentro de una nómina que fue particularmente bien nutrida, intentan acercarse a la poesía de Gil Vicente y del Romancero, o a la lírica cancioneril, buscando fuentes populares y en el folclore de la lírica tradicional; algo de ello hay también en la aproximación que hizo Gerardo Diego, después de su etapa creacionista, a la lírica de Félix Lope de Vega gracias a la edición que hizo en ese tiempo José Fernández Montesinos.

- Por otra parte, hay dos catedráticos de Filología Hispánica que comparten intereses comunes y que incluso fueron amigos y tuvieron trayectorias muy parecidas, pues no en vano su poética es fundamentalmente afirmativa y optimista; se trata de Jorge Guillén, cuya obra poética se recoge bajo el título Aire nuestro y está marcada por la poesía pura a lo Paul Valéry y formada por cinco libros (Cántico, Clamor, Homenaje, ...Y otros poemas y Final), y Pedro Salinas, el gran poeta del amor del 27. Ambos son asimismo autores de importantes libros de crítica literaria: el primero sobre todo por Lenguaje y poesía (1962) y el segundo por Literatura española. Siglo XX (1940) y Jorge Manrique o tradición y originalidad (1947), entre otros.

- El grupo surrealista está más nutrido. Ya el novecentista Ramón Gómez de la Serna había revolucionado la metáfora con sus greguerías, muchas de ellas ya propiamente surrealistas. Louis Aragón viene a dar conferencias a la Residencia de Estudiantes y los escritores del 27 asimilan rápidamente las técnicas de la imagen visionaria y el versículo, que renuevan y enriquecen profundamente el lenguaje poético de la literatura española, como ya lo había hecho el collage fundado en la técnica dadaísta del objeto encontrado. Fuera del cine y la pintura surrealistas de Luis Buñuel y Salvador Dalí, destaca especialmente el premio nobel Vicente Aleixandre, seguramente el más original, ya que, según Cernuda, «su verso no se parece a nada», y el que ha venido a ser el poeta más influyente de la generación durante la última mitad del siglo XX, el ya citado Luis Cernuda. Sin embargo, hubo otros poetas del 27 que notaron el impacto surrealista y que poseen etapas en su evolución marcadas por esta estética: Rafael Alberti, por ejemplo, compuso la última sección de Sobre los ángeles y Sermones y moradas en versículo surrealista y Federico García Lorca asimiló su impacto en Llanto por Ignacio Sánchez Mejías, Poeta en Nueva York y los Sonetos del amor oscuro. Es fundamental el surrealismo en Juan Larrea y una etapa surrealista posee, por ejemplo, José María Hinojosa con su La flor de Californía (con acento en la i) y Emilio Prados. Son estos dos últimos, junto a Vicente Aleixandre, cuya infancia transcurriría en Málaga, García Lorca, que pasaba largas estancias en la costa malagueña, José Moreno Villa (adscribible más bien al Novecentismo) y Manuel Altolaguirre, quienes constituyen el llamado grupo de Málaga, formado alrededor de una serie de revistas editadas por el grupo, siendo Litoral la más importante, así como su colección de libros poéticos. Surrealistas son también las tres partes de Residencia en la tierra que publica el poeta chileno Pablo Neruda por estos años en España y que conocen bien sus amigos del 27.

- Dámaso Alonso y Gerardo Diego constituyen el núcleo de los que permanecieron en España tras la Guerra Civil, más o menos integrados en el régimen franquista. Este último realizó una larga trayectoria poética donde combinó a la vez tradición y vanguardia, muy variada en su temática, desde el toreo a la música y las inquietudes religiosas, el paisaje y los contenidos existenciales, siendo además autor de la antología más célebre de la Generación del 27 en dos versiones distintas: Poesía española. Antología (1915-1931) (1932 y 1934). Otros que permanecieron, se convirtieron en maestros y guía de toda una nueva generación de poetas, como Vicente Aleixandre, u optaron por el exilio interior, como Juan Gil-Albert.

- El grupo malagueño está integrado por Manuel Altolaguirre, Emilio Prados y José María Hinojosa, considerados caprichosamente "poetas menores" de esta promoción.

- El homoerotismo o la homosexualidad también es un tema ocasional, tal y como puede observarse en la obra de Luis Cernuda, Aleixandre, Federico García Lorca, Emilio Prados o Juan Gil-Albert, como también en la obra del pintor Gregorio Prieto.

## Estética
En los autores del 27 es muy significativa la tendencia al equilibrio, a la síntesis entre polos opuestos, incluso dentro de un mismo autor:

Entre lo intelectual y lo sentimental. La emoción tiende a ser refrenada por el intelecto. Prefieren inteligencia, sentimiento y sensibilidad a intelectualismo, sentimentalismo y sensiblería (Bergamín).

```
Se observa muy bien en Salinas.
```

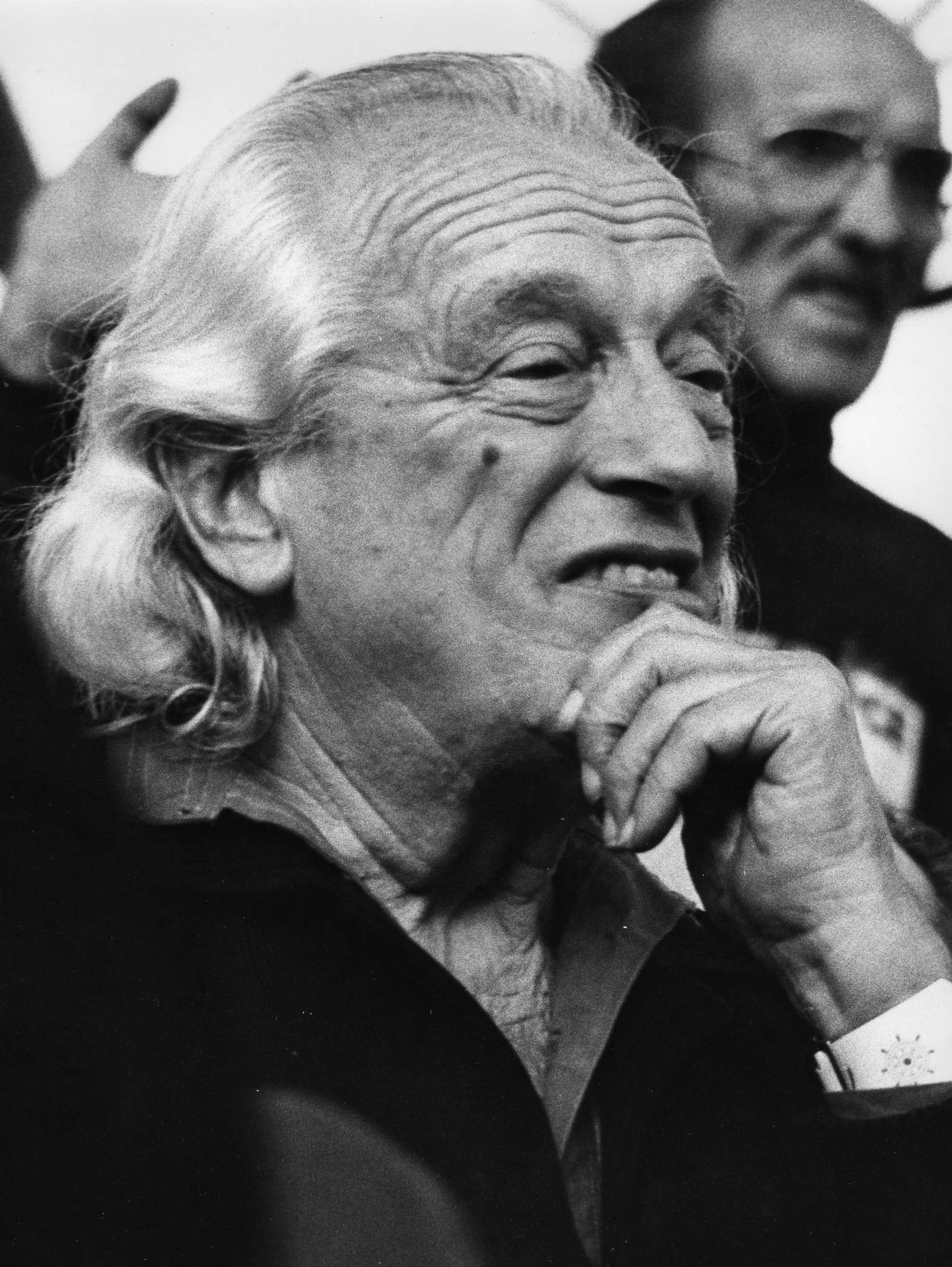
Foto del autor Rafael Alberti, autor de la generación.

Entre una concepción romántica del arte (arrebato, inspiración) y una concepción clásica (esfuerzo riguroso, disciplina, perfección). Lorca decía que si era poeta «por la gracia de Dios (o del demonio)» no lo era menos «por la gracia de la técnica y del esfuerzo».
Entre la pureza estética y la autenticidad humana, entre la poesía pura (arte por el arte; deseo de belleza) y la poesía auténtica, humana, preocupada por los problemas del hombre (más habitual tras la guerra: Guillén, Aleixandre...).
Entre el arte para minorías y mayorías. Alternan el hermetismo y la claridad, lo culto y lo popular (Lorca, Alberti, Diego). Se advierte un paso del «yo» al «nosotros». «El poeta canta por todos», diría Aleixandre.
Entre lo universal y lo español, entre los influjos de la poesía europea del momento (surrealismo) y de la mejor poesía española de siempre. Sienten gran atracción por la poesía popular española: cancioneros, romanceros...
Entre tradición y renovación. Se sienten próximos a las vanguardias (Lorca, Alberti, Aleixandre y Cernuda poseen libros surrealistas; Gerardo Diego, creacionistas); próximos a la generación anterior (admiran a Juan Ramón Jiménez, Unamuno, los Machado, Rubén Darío...); admiran del XIX a Bécquer (Alberti: «Homenaje a Bécquer», Cernuda: «Donde habite el olvido», Jorge Guillén, un estudio en su Lenguaje y poesía (1962)...); sienten auténtico fervor por los clásicos: Manrique (Jorge Manrique, tradición y originalidad de Pedro Salinas), Garcilaso (Égloga, elegía, oda de Luis Cernuda; La voz a ti debida, de Pedro Salinas), Juan de la Cruz (Cristo de San Juan de la Cruz de Salvador Dalí; Poemas del amor oscuro de Federico García Lorca), Luis de León, Francisco de Quevedo (Jorge Guillén) Lope de Vega (especialmente en Gerardo Diego, pero también Lorca representó tres obras suyas con su grupo de La Barraca, e hizo el papel de sombra en El caballero de Olmedo), Pedro Calderón de la Barca (se intenta volver a poner de moda su teatro alegórico escribiendo autos sacramentales: Rafael Alberti y su El hombre deshabitado) y, sobre todos, Luis de Góngora (Fábula de Equis y Zeda de Gerardo Diego; Poema del agua de Manuel Altolaguirre; Cal y canto de Rafael Alberti; Soledad insegura de Federico García Lorca). Y se reviven clásicos olvidados como Francisco de Aldana (al que dedica Cernuda un estudio crítico y admiradas alusiones en sus poemas). Por otra parte, la aproximación a lo humano y a lo social por parte de poetas como Rafael Alberti y el chileno Pablo Neruda se realiza a través del concepto de la poesía impura que este último aclimata a través de su revista española Caballo verde para la poesía (1935) y la revista de Rafael Alberti Octubre. Rafael Alberti y el "epígono del 27" Miguel Hernández escribirán numerosos poemas de combate durante la Guerra civil.

## Etapas
- a) Hasta 1927: Se trata de una época de tanteo; comienzan con apenas tonos becquerianos o modernistas (Lorca), y enseguida se dejan influir por las vanguardias deshumanizadas: Pedro Salinas se hace futurista en Presagios, Seguro azar y Fábula y signo; Gerardo Diego creacionista (Manual de espumas, Fábula de Equis y Zeda); Jorge Guillén asimila la aséptica poesía pura de Paul Valéry. Algunos sienten un deseo de perfección formal, por lo que buscan a los clásicos (Góngora, principalmente -Cal y canto, de Alberti y Poema del agua, de Altolaguirre-, pero también otros: Garcilaso, Lope de Vega..., y otros (Lorca, Alberti, Diego) por la inspiración popular del Romancero viejo -Romancero gitano de Lorca- y cancioneros de Gil Vicente y del neopopularismo: La amante y El alba del alhelí, de Alberti).
- b) De 1927 a la Guerra Civil: Evolucionan adquiriendo una personalidad propia y tendiendo a la rehumanización. Destaca la influencia del surrealismo y de Pablo Neruda, con su revista Caballo verde para la poesía, que promueve una rehumanización poética ("poesía impura", la llama). También se utiliza el surrealismo como un procedimiento para liberarse de la represión y de la injusticia, por ejemplo en Los Placeres Prohibidos de Luis Cernuda y en Poeta en Nueva York de Lorca.
- c) Después de la Guerra Civil: El grupo se escinde por el asesinato de Lorca y el exilio de los demás, que tendrán en el exilio un tema importante, excepto tres que se quedaron: Gerardo Diego, Dámaso Alonso y Vicente Aleixandre; estos dos últimos cultivan la llamada poesía desarraigada (existencial) y Aleixandre (y también Gil-Albert) vivirá en cierta manera el llamado exilio interior, constituyéndose en modelo y ejemplo para poetas posteriores. Son temas frecuentes España, la patria perdida, etc.

## Instituciones
La mayoría de estos autores, principalmente líricos, entraron en contacto con la tradición literaria (Siglo de Oro, Romancero, cancioneros de Gil Vicente, poesía árabe) a través del Centro de Estudios Históricos dirigido por el padre de la filología española, Ramón Menéndez Pidal, y con las vanguardias a través de los viajes, la divulgación llevada a cabo por Ramón Gómez de la Serna y otros novecentistas y, sobre todo, las actividades y conferencias programadas por la Residencia de Estudiantes, institución inspirada en el krausismo de la Institución Libre de Enseñanza y dirigida por Alberto Jiménez Fraud, que organizaba conferencias científicas de importantes figuras españolas y del extranjero (Albert Einstein, Howard Carter, Louis de Broglie, Marie Curie, Le Corbusier, Keynes, Santiago Ramón y Cajal, por ejemplo) y de las estéticas de Vanguardia (Louis Aragon, Max Jacob), entre otras (Gilbert Keith Chesterton, Paul Valéry, Ígor Stravinski, Paul Claudel, Wolfgang Köhler, Herbert George Wells...), además de contar con un cineclub y un día dedicado a conciertos. Editaba además una revista, Residencia (1926-1934).

## Nómina
Integrantes de la generación del 27, por orden cronológico:
| - Rogelio Buendía (1891-1969) - Pedro Salinas (1891-1951) - Valentín Andrés (1891-1982) - Juan Guerrero Ruiz (1893-1955) - Jorge Guillén (1893-1984) - Antonio Espina (1894-1972) - Rafael Sánchez Mazas (1894-1966) - Mauricio Bacarisse (1895-1931) - Rafael Laffón (1895-1978) - Juan Larrea (1895-1980) - Antonio de Lara (1896-1978) - Gerardo Diego (1896-1987) - Agustín Espinosa (1897-1939) - Amado Alonso (1897-1952) - Miguel Valdivieso (1897-1966) - José Fernández Montesinos (1897-1972) - Josep Moreno Gans (1897-1976) - Federico García Lorca (1898-1936, 38) - Juan José Domenchina (1898-1959) - Vicente Aleixandre (1898-1984) - Concha Méndez (1898-1986) - Dámaso Alonso (1898-1990) - Rosa Chacel (1898-1994) - César M. Arconada (1898-1964) | - Rafael Porlán (1899-1945) - Emilio Prados (1899-1962) - Paulino Masip (1899-1963) - Edgar Neville (1899-1967) - Rafael Dieste (1899-1981) - Ernesto Giménez Caballero (1899-1988) - Eugenio Ímaz Echeverría (1900-1951) - Francisco Madrid (1900-1952) - Juan Chabás (1900-1954) - Guillermo de Torre (1900-1971) - Concha de Albornoz (1900-1972) - Alejandro Collantes de Terán (1901-1933) - Enrique Jardiel Poncela (1901-1952) - Pedro Garfias (1901-1967) - Ramón J. Sender (1901-1982) - Andrés Carranque de Ríos (1902-1936) - Maruja Mallo (1902-1995) - Luis Cernuda (1902-1963) - Pedro Pérez-Clotet (1902-1966) - Rafael Alberti (1902-1999) - Felipe Alfau (1902-1999) - Agustín de Foxá (1903-1959) - Alejandro Casona (1903-1965) - Antonio Oliver (1903-1968) - Max Aub (1903-1972) - Luis Amado-Blanco (1903-1975) | - María Teresa León (1903-1988) - José López Rubio (1903-1996) - José María Hinojosa (1904-1936) - Delhy Tejero (1904-1968) - Joaquín Romero Murube (1904-1969) - José María Souvirón (1904-1973) - José María Luelmo (1904-1991) - Rosario de Velasco (1904-1991) - María Zambrano (1904-1991) - Juan Gil-Albert (1904-1994) - Luisa Carnés (1905-1964) - Ernestina de Champourcín (1905-1999) - Miguel Mihura (1905-1977) - Pedro García Cabrera (1905-1981) - Emeterio Gutiérrez Albelo (1905-1969) - Manuel Altolaguirre (1905-1959) - Francisco Ayala (1906-2009) - Gustavo Durán (1906-1969) - Josefina de la Torre (1907-2002) - Carmen Conde (1907-1996) - Margarita Gil Roësset (1908-1932) - Margarita Manso (1908-1960) - Remedios Varo (1908-1963) - Enrique Moreno Báez (1908-1976) - Rafael de León (1908-1982) - María Dolores Pérez Enciso (1908-1949) - Miguel Hernández (1910-1942) - Ángeles Santos Torroella (1911-2013) |

## Evolución poética de la Generación del 27
No se puede unificar la poesía de esta generación, ni en el caso particular de cada poeta que se integra en ella. Pero puede encontrarse en todos ellos una voluntad de renovación,  una superación de los “ismos” que surgieron en épocas anteriores, lo que supuso una superación del espíritu iconoclasta y destructor que los caracterizaba. Lo cual no les impide romper con el academicismo, y presentar, en ciertos momentos, una cierta irracionalidad en el uso de sus metáforas e imágenes, lo que les permite mantener su marcado talante original e independiente, sin ataduras a nada.
Puede distinguirse diversas etapas en la poesía de este grupo, unos autores hablan de dos,  mientras que otros se decantan por establecer tres:
- Hasta 1927. Esta primera etapa se caracteriza por el influjo de las primeras vanguardias, lo cual les hace priorizar los logros estéticos, con gran utilización del verso libre. Así, en esta etapa se mezclan rasgos de la poesía pura y conceptual de Juan Ramón Jiménez, rasgos del vanguardismo anterior,  y, por último, rasgos provenientes de la poesía tradicional recopilada en canciones, romances, que ejerció influencia sobre ellos,  al tiempo que también se dejaron influir por autores clásicos como Góngora.[1][3][4]

- De 1927 hasta la guerra civil (1936). Se caracteriza fundamentalmente esta etapa por aparecer en los autores una cierta preocupación por el ser humano y por ciertas situaciones sociales en las que se ve inmerso.  Se puede decir que se inicia un proceso de rehumanización, que coincide con la irrupción del Surrealismo; lo que da pie a la aparición en la poesía de bellas, aunque inquietantes imágenes, en muchas ocasiones semejantes a las oníricas.[1][3][4]

- Después de la guerra (1939). El conflicto bélico ocasionado por el golpe de Estado de Franco provocó la dispersión del grupo. La mayor parte de ellos se exiliaron, como fue el caso de Rafael Alberti, Max Aub, Luisa Carnés, Luis Cernuda, Jorge Guillén, Concha Méndez, Pedro Salinas y María Zambrano, por mencionar solo unos pocos ejemplos; otros fueron asesinados, como ocurrió con Federico García Lorca, o perecieron en las cárceles franquistas, como Miguel Hernández; y, por último, algunos como Dámaso Alonso, Vicente Aleixandre y Gerardo Diego permanecieron en España. Esta dispersión da pie a diferente temática. Así, mientras los que viven el exilio por lo común se centran en su experiencia como exiliados y los sentimientos que ello les provoca (aunque albergaron otros temas en sus composiciones), los que permanecieron en el país centraron en la angustia existencial el tema más importante de sus obras.[1][3]

Destacamos entre los autores:
Pedro Salinas
Nació en Madrid, fue profesor de literatura en varias universidades. Influido por la obra de Juan Ramón Jiménez, cultiva la poesía pura. Al igual que Juan Ramón intenta entrar en la esencia oculta de las cosas, con una poesía intelectualizada, aparentemente sencilla, que utiliza como cauce el verso heptasílabo y el endecasílabo sin rimas. Su obra se diferencia en tres etapas:
- 1.ª etapa: mezcla la poesía pura y temas futuristas (bombilla, automóvil, máquina de escribir…). Destacan: Presagios,Seguro azar y Fábula y signo.
- 2.ª etapa: es la más importante. Presta atención al mundo íntimo y al amor como experiencia gozosa, en la persona no expresa de la estudiante estadounidense Katherine R. Whitmore. Predomina la dicción coloquial, un lenguaje conceptual, los tripletes de términos y la insistencia en los pronombres. Es característico el verso corto heptasílabo y silvas (estrofa compuesta de versos endecasílabos y heptasílabos, sin rima.). Destacan:
  - La voz a ti debida, extrae el título de la Égloga III de Garcilaso. El amor aparece esencializado en los pronombres yo y tú para referirse a la pareja tu-yo, cuyo centro es la mujer.
  - Razón de amor, continuación del libro anterior, donde prosigue la racionalización del proceso amoroso.
  - Largo lamento, que toma su título de un verso de las Rimas de Bécquer, poemario sobre el desamor y la muerte del amor, que vive con resignación y agradecimiento de lo vivido.
- 3.ª etapa: escrita ya en América. El contemplado alude al mar que es su interlocutor. Todo más claro, angustia que le provoca la civilización tecnológica contemporánea y los horrores de la Guerra Civil y la 2.ª Guerra Mundial, y Confianza, que cierra su obra poética.

Jorge Guillén
Nació en Valladolid. Se exilió a los Estados Unidos y fue, como su amigo Pedro Salinas, con quien sostuvo un prolongado epistolario, profesor de literatura española. Regresó tras la muerte de Franco y obtuvo el premio Cervantes. Su singularidad reside en haberse mantenido fiel al ideal de poesía pura, y ofreció una visión optimista y serena del mundo, con lo que se constituye en la antítesis del pesimismo cosmológico de Vicente Aleixandre.
Toda su obra se agrupa bajo el título general de Aire Nuestro, que integra cinco libros: Cántico, Clamor, Homenaje, ...Y otros poemas y Final. Su lenguaje es muy elaborado, en busca de la máxima y concisión; prefiere el verso corto y el endecasílabo. Su obra es fruto de un riguroso proceso de selección (de la palabra), en el que se suprime lo accesorio mediante la elipsis para comunicar la idea o sentimiento esencial, quedando un verso a menudo entrecortado por los encabalgamientos.
Sus temas son la afirmación jubilosa del ser; la plenitud, el tiempo que pasa e invita a gozar de la vida; el azar y el caos, que producen inseguridad o sufrimiento.
Gerardo Diego
Nació en Santander y desempeñó la cátedra de Literatura en un Instituto de Enseñanzas Medias de Soria. Recibió el premio Nacional de Literatura, junto con Rafael Alberti, y el de Cervantes. Su poesía se desarrolla paralelamente en dos vertientes: la tradicional y la vanguardista (casi siempre creacionista). A su vertiente creacionista se adscriben: Imagen, Manual de Espumas y Fábula de Equis y Zeda. De su estética tradicional destacamos: Versos Humanos, Soria y Alondra de Verdad, colección de sonetos, agrupación métrica que, al igual que la décima, domina. Los temas de esta segunda vertiente son: el amor, Dios, la música, la naturaleza, los toros, la forma, la iconografía, la belleza…
Dámaso Alonso
Nació en Madrid, dirigió la RAE. En él se fundieron tres vocaciones: la de poeta, la de lingüista y la de crítico literario, una de las figuras más importantes de la estilística. Entre sus libros sobre literatura destaca La lengua poética de Góngora y una serie de estudios admirables sobre líricos modernos (desde Bécquer hasta los escritores de su época) que constituyen Poetas españoles contemporáneos. Editó las obras de Góngora y se consideró a sí mismo dentro del 27 solamente como crítico, y como poeta más bien dentro de la Primera generación de posguerra, en lo que él mismo llamó poesía desarraigada, pues la guerra de 1936 le hizo aborrecer la pureza propugnada por Juan Ramón Jiménez que en un principio había intentado reproducir con sus primeros intentos líricos. Junto con Vicente Aleixandre fue el único autor del 27 que quedó en España, ambos en un llamado exilio interior. Sus obras más importantes se sitúan en la posguerra, destacando Hijos de la ira (1944), libro muy influido por el Existencialismo y por la poesía bíblica de los Salmos penitenciales, cuyo paralelismo semántico imita por medio de un particular uso del verso libre y el versículo. Es uno de los libros fundacionales de la corriente poética de posguerra conocida como poesía desarraigada, junto con Sombra del paraíso de Vicente Aleixandre, publicado ese mismo año.
Vicente Aleixandre
Sevillano, su amistad con Dámaso Alonso despertó su vocación poética. En 1935, su libro La destrucción o el amor obtiene el Premio Nacional de Literatura. Es elegido miembro de la RAE. Y en 1977 obtiene el premio Nobel.
La mayor parte de su producción sigue los pasos del Surrealismo y se constituye en el gran poeta internacional de esta estética; su visión es sombría, dramática, pesimista. Utiliza el versículo y la imagen visionaria en Espadas como labios y La destrucción o el amor, etapa primera de su evolución que se define en solidaridad con la materia, con la naturaleza, con el cosmos. Evoluciona hacia una «poesía de comunicación», de solidaridad con el hombre, en consonancia con la tendencia social vigente en la lírica de los años 50. Sombra del paraíso (1944), inaugura junto con Hijos de la ira de Dámaso Alonso, también de ese año, la corriente de la poesía desarraigada de la posguerra. Con Historia del corazón inició una poesía solidaria. Y finaliza con su gran trilogía de senectute: Poemas de la consumación, Diálogos del conocimiento y En gran noche, en que vuelve a un peculiar surrealismo, con profundas implicaciones filosóficas y dejes conceptistas.
Federico García Lorca
Nació en Fuente Vaqueros, Granada, en 1898. Sus estudios de Letras y Derecho no le interesaron tanto como la música; fue amigo entrañable de Manuel de Falla, de quien luego se distanció. Se instaló en la Residencia de Estudiantes, donde convivió con numerosos artistas (Salvador Dalí y Luis Buñuel en especial). Tras vivir una temporada en Nueva York, regresa a España y en 1932 funda La Barraca, grupo teatral universitario con el que recorre España representando obras clásicas. Participa en ciertas actividades públicas de signo izquierdista y muere asesinado por los nacionalistas en Víznar (Granada). Su asesinato produjo gran conmoción mundial.
En la obra de Lorca se aúnan lo culto y lo popular, lo tradicional y lo vanguardista. Conocía los cancioneros tradicionales y la poesía oral del pueblo andaluz. Su poética afirma que hay tres tipos de poesía: la de la Musa (la de la inteligencia y la cultura, cuyo prototipo de poeta es Góngora); la del Ángel (la de la inspiración, cuyo poeta tipo es Bécquer) y la del Duende (que se funda en el dolor y el daño); las dos primeras vienen de fuera y la última de dentro: esta última es la suya. Por eso su tema era la frustración en dos vertientes, la ontológica y la social; y lo desarrolla en un rico estilo poético, con uno de los sistemas simbólicos más complejos y de imaginería más brillante de la literatura española, formado por elementos extraídos sobre todo de tres fuentes: la superstición popular, Shakespeare y la Biblia. Le obsesionan temas como la soledad o el destino trágico, y la lucha de los seres marginados (el homosexual, la mujer, el niño, el deforme, el viejo impotente, la solterona, la estéril, el gitano, el negro...) contra una sociedad opresiva basada en los convencionalismos. Su obra se separa en dos etapas, una neopopularista y otra en que se acerca al Surrealismo en que intenta congraciarse con su homosexualidad no asumida por medio del pansexualismo.
De la primera etapa destacan:
- Poema del cante jondo, que se inscribe dentro de la línea neopopularista de la G. 27 y utiliza varios poemas cortos que pueden leerse como poemas independientes o como fragmentos de uno largo encadenados. Se utiliza el pie quebrado.
- Romancero gitano, en la misma línea neopopularista, está compuesto por 18 romances. El protagonista es el gitano que simboliza el hombre puro e inocente, enemistado con las leyes y normas sociales, representadas por la Guardia Civil (su antagonista).

De la segunda destacan:
- Poeta en Nueva York, el poeta se ahoga en aquel mundo que convierte al hombre en una pieza de un gran engranaje. Con procedimientos claramente surrealistas como la imagen visionaria y el versículo, Lorca alza el grito en pleno Crack del 29 y su protesta contra aquella colmena inhumana; asume la voz de los negros como antes asumía la de los gitanos marginados de su Andalucía trágica.
- Llanto por Ignacio Sánchez Mejías, planto compuesto a la muerte de un torero amigo suyo.
- Sonetos de amor oscuro, publicados póstumos, son la expresión de un erotismo homosexual dramático.

Rafael Alberti
Del Puerto de Santa María (Cádiz). Con su familia se traslada a Madrid. Abandona el Bachillerato y se dedica a la pintura. Se afilió al partido comunista y tuvo una activa participación política en la guerra. Al acabar esta se exilió a Argentina. Restablecida la democracia vuelve, y le será concedido el Premio Cervantes.
Se funden lo popular y lo culto, lo escueto y lo barroco, lo tradicional y lo frenéticamente nuevo. Su libro más temprano, Marinero en tierra, se inscribe en una línea del neopopularismo. Son canciones que evocan un paraíso perdido, que el poeta identifica con el Cádiz de su infancia, y el mar, las salinas, los momentos más jubilosos de la misma. Le siguen El alba de alhelí y Cal y canto, del más difícil neogongorismo o culteranismo. En 1929 publica su obra maestra, Sobre los ángeles, inducida por una profunda crisis de perdida de fe; es un libro en tres partes; las dos primeras son de inspiración becqueriana; la última utiliza ya un pleno surrealismo en que desata el versículo. Utiliza símbolos como los ángeles, los fantasmas y los duendes. Libros de su segunda época, destaca El poeta en la calle, de literatura comprometida. Otras obras, ya en el exilio publicará Baladas y canciones del Paraná.
Luis Cernuda
Nacido en Sevilla, fue alumno de Pedro Salinas y profesor de varias universidades europeas y americanas. Reunió su obra poética bajo el título general de La realidad y el deseo, colección de libros a la que pertenecen: Perfil del aire, Égloga, elegía, oda, Los placeres prohibidos, Donde habite el olvido, Un río, un amor, y Las nubes, ya en el exilio, Desolación de la quimera. Es también importante su labor como crítico literario y ensayista, con los dos volúmenes de Poesía y literatura, etcétera.
Su poesía rehúye el énfasis formal, los ritmos demasiado marcados, el estrofismo y la metáfora buscando lo indefinible, lo aéreo. Por eso rechaza formas tan impostadas como el soneto y la rima y, cuando utiliza alguna, es la asonante, que le ofrece más libertad. Se centra en la experiencia humana, pero ahuyenta lo más específico y propio, rehúye su yo para que el lector pueda identificarse con la experiencia del poeta más que con el poeta mismo. Canta el choque entre el deseo y la realidad, que deja al poeta solo el consuelo elegíaco del recuerdo o unos pocos instantes, que él llama acordes, de oda o celebración del gozo intemporal.

## Historiografía sobre el 27
Reconstruir la memoria viva de lo que se ha venido a llamar la Edad de Plata y en concreto la Generación del 27 exige leer una serie de libros de memorias escritos por diversos autores más o menos vinculados a esta promoción. La arboleda perdida, de Rafael Alberti, por ejemplo. Es también el caso de Pablo Neruda, quien por entonces vino a Madrid y reforzó el grupo surrealista con algunas de sus contribuciones, en particular con la edición de su libro Residencia en la tierra I y II y que en sus dos libros de memorias, Confieso que he vivido y Para hacer he nacido, dio testimonio y noticias sobre las actividades del grupo durante esos años y el exilio posterior, en particular sobre Lorca y Alberti. Los encuentros, de Vicente Aleixandre, narra las primeras veces que vio a cada una de las figuras relevantes de la generación; Mi último suspiro, de Luis Buñuel, publicado primitivamente en francés, incluye numerosas anécdotas sobre los poetas del 27; Memorias habladas, memorias armadas (2018) de Concha Méndez; Vida en claro. Autobiografía (1944) de José Moreno Villa, Historial de un libro, de Luis Cernuda, los epistolarios de cada autor, etc.[cita requerida]

## Las Sinsombrero
Las Sinsombrero es una iniciativa para rescatar la memoria de las mujeres de la Generación del 27, así como de otras mujeres que con su obra, sus acciones y su valentía fueron y son fundamentales para entender la cultura y la historia de un país que nunca las resguardó.